# Saint-Serge

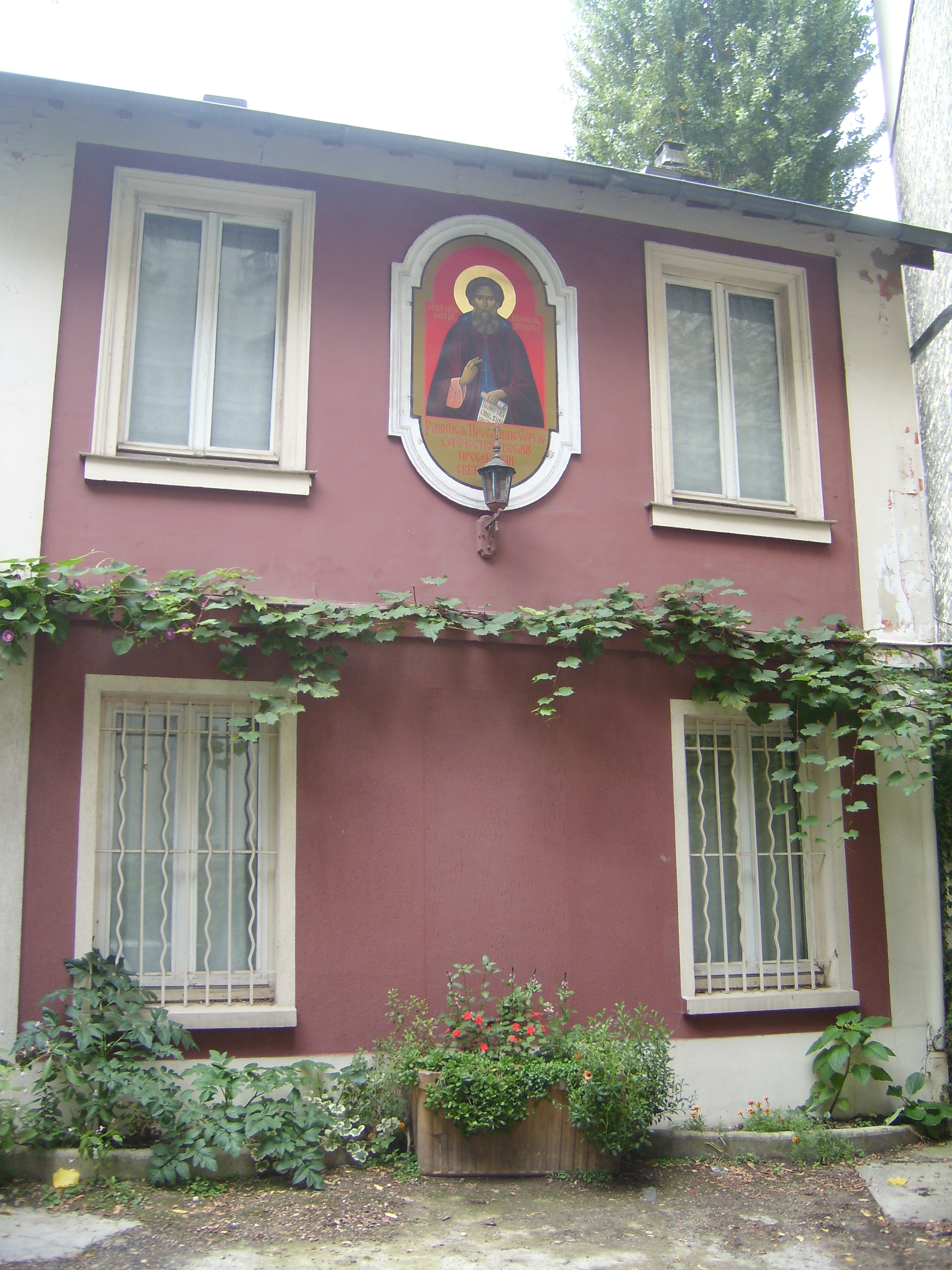
Bild av helgonet Sergej av Radonezj på väggen till en av Det ortodoxa teologiska institutet Saint-Serges byggnader.

Institut de théologie orthodoxe Saint-Serge, vilket översatt blir ung. "Det ortodoxa teologiska institutet Saint-Serge", vardagligt bara Saint-Serge är en ortodoxt kristen teologisk högskola i Frankrikes huvudstad Paris, anlagd med en näraliggande kyrkobyggnad med samma namn.
Det teologiska institutet Saint-Serge grundades 1925 av exilryska präster och intellektuella. Ursprungligen undervisades på ryska, numera på franska. Undervisning ges dels på plats, dels på distans.
Saint-Serge har varit en av det Rysk-ortodoxa ärkestiftet i Västeuropas viktigaste institutioner. Institutet blev fort ett dynamiskt centrum för ortodox teologi, med två syften: att fungera som ärkestiftets prästseminarium samt att utgöra en plattform för självständigt ortodoxt tänkande. Tillsammans med andra ortodoxa institutioner i Paris har Saint-Serge under mitten av 1900-talet varit ett kraftcentrum för ortodox teologi. 40 ortodoxa biskopar från olika jurisdiktioner har fått sin utbildning där, inklusive en patriark. Under 1900-talets senare del tappade dock Saint-Serge i betydelse.
Institutets verksamhet sker sedan 2017 på annan adress. Kyrkan Saint-Serge, byggd i anslutning till institutet, valde 2019 att behålla sina band till ärkestiftet och dess biskop, och följa med till Moskvapatriarkatet. Själva högskolans relation till ärkestiftet förefaller ännu i januari 2020 något oklar.

## Historia
Institutet skapades i en fastighet som tidigare tillhört en protestantisk inrättning. Friedrich von Bodelschwingh köpte marken 1857 för insamlade medel, och anlade där ett kyrkligt centrum med kyrka, skola och annan diakonal verksamhet för tyska arbetare i Paris. Detta var aktivt till 1914.. Under ockupationen av Frankrike under Andra världskriget tog den tyska ockupationsmakten upp frågan om man skulle konfiskera byggnaderna, såsom tidigare varande tysk egendom Så skedde dock inte, tack vare protester från tyska protestanter.

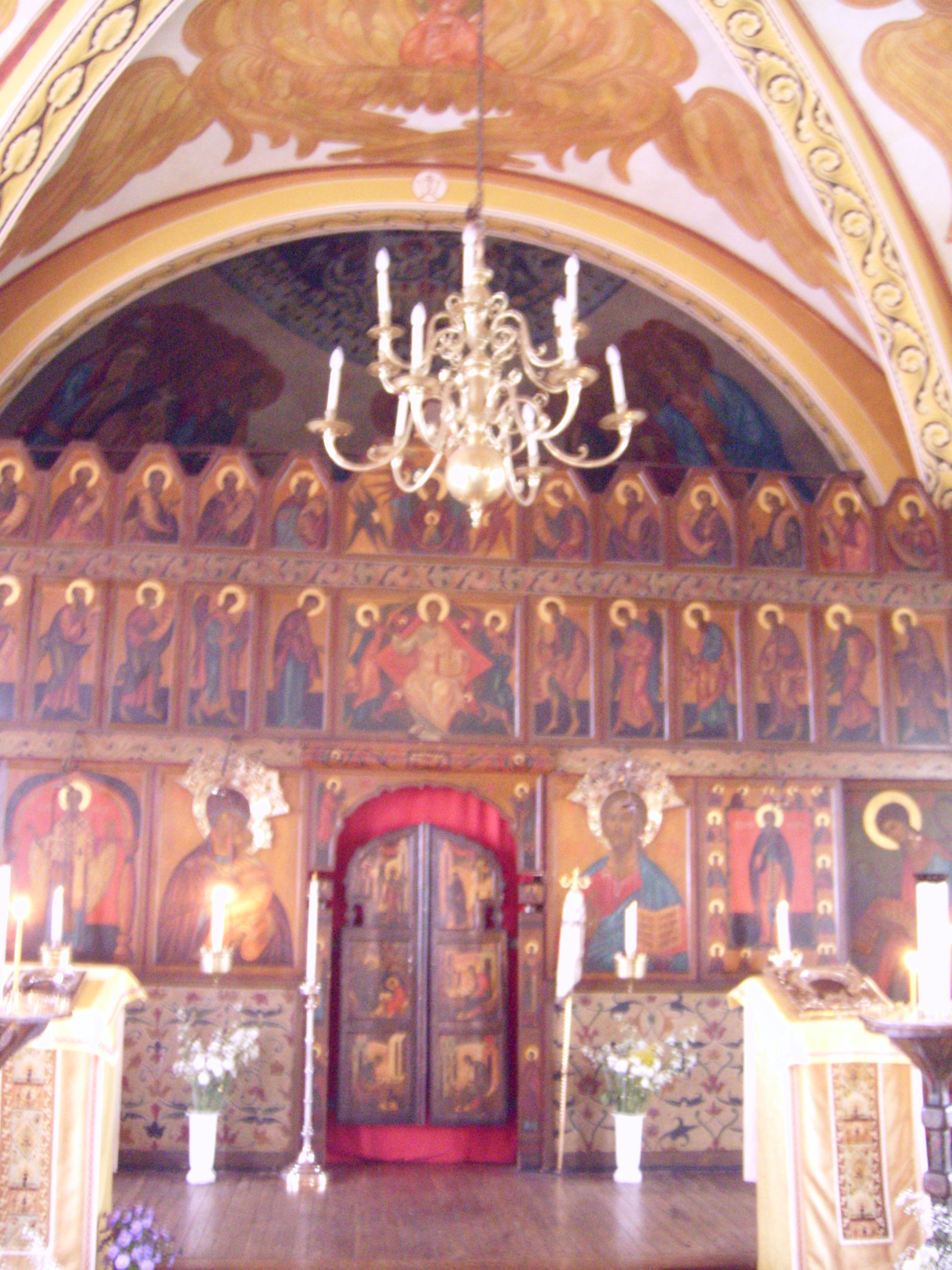
Kyrkan Saint-Serges ikonostas, med den kungliga portens autentiska 1500-talsdörrar i mitten.

1924 gjordes en liknande insamling, främst bland exilryssar, för att köpa in området. Man ville skapa en institution för att undervisa i ortodox teologi, då det under Sovjet inte längre gick att utbilda präster i hemlandet. Man ville också anlägga ytterligare en rysk-ortodox kyrka, då den som idag heter Alexander Nevskij-katedralen inte räckte till för alla flyktingar undan Ryska revolutionen och Sovjet. Institutet skapades av intellektuella och präster i exil, ledda av sin biskop Jevlogij Georgijevskij. Bland Saint-Serges första ledare fanns Sergej Bulgakov. Institutet uppkallades efter det ryska helgonet Sergius av Radonesj, då fastigheten förvärvades på hans helgondag.
Den protestantiska kyrkan byggdes om till rysk-ortodox. Ikonostas och väggmålningar utfördes av Dimitri Stelletsky (fr) i gammal stil. Dörrarna till ikonostasens kungliga port är från ryskt 1500-tal, och skänktes av en konstsamlare. På området anlades också fabrik för tillverkning av vaxljus och en dispensär för sjuka medellösa ryssar.
De ryska teologerna i Paris under 1930-1960-talen, dels på det då helt ryskspråkiga Saint-Serge och dels på franskspråkiga lärosäten, benämnes ibland genomensamt Parisskolan och hålls för ett konstruktivt och kreativt uttryck för mötet mellan Ortodoxa kyrkan och Västeuropa. Tre personer från Saint-Serge som flyttat till USA och därigenom fått stor betydelse för Ortodoxa kyrkans utveckling där är Georges Florovsky, Alexander Schmemann och John Meyendorff. Under sent 1900-tal tappade dock institutet i betydelse.

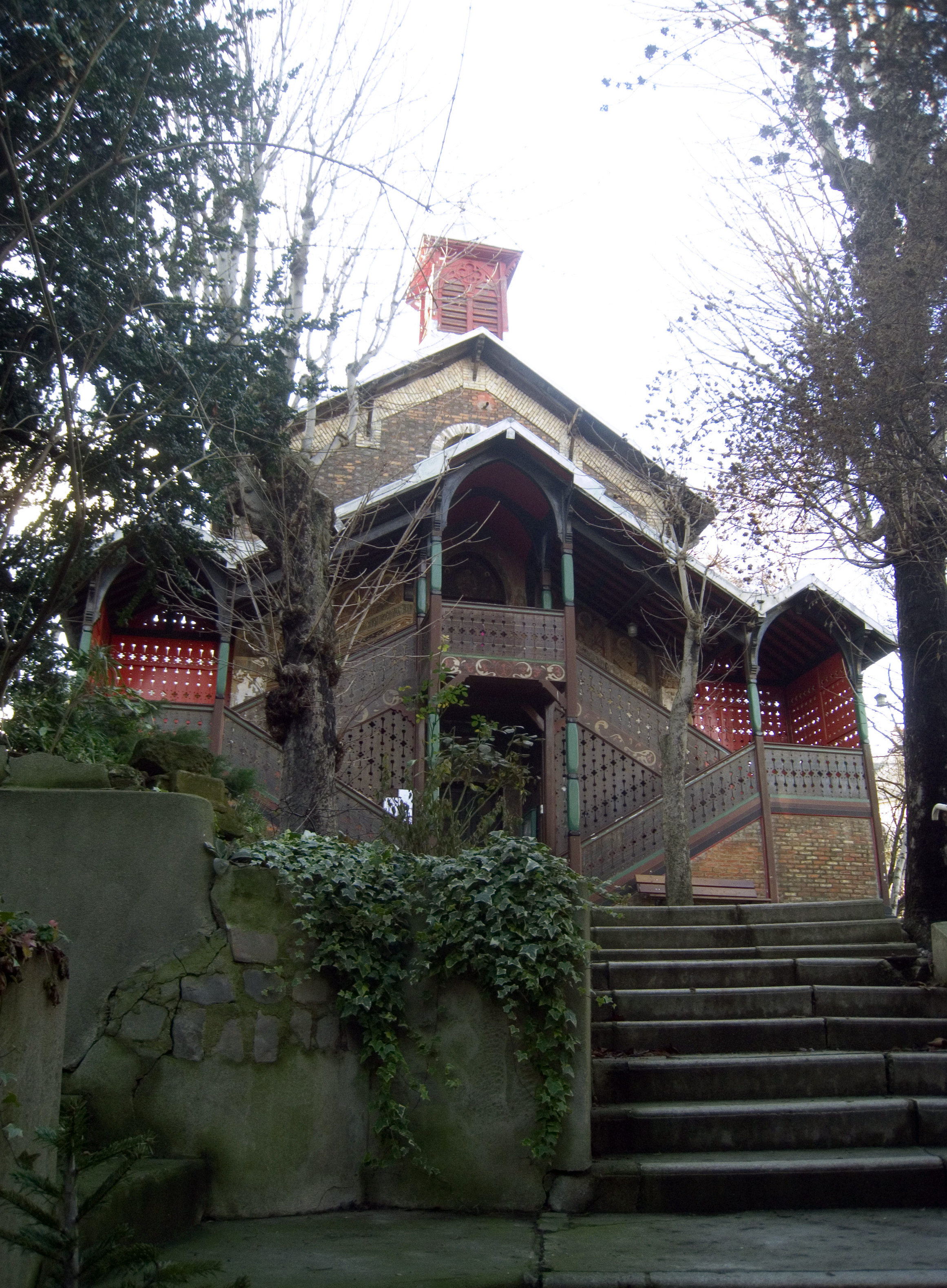
Kyrkobyggnaden Saint-Serge, vid institutets ursprungliga adress.

En renovering som inleddes i början av 2010-talet fick avbrytas på grund av brist på pengar delvis på grund av en konflikt mellan Institutet Saint-Serge och ärkestiftet, som också var en bidragande faktor till att ärkebiskop Job Getcha 2015 fick lämna biskopsstolen i Paris. Det fanns också åsikter om att Saint-Serge borde vara fristående från ärkestiftet. 2016 tvingades institutet till ett års uppehåll i verksamheten på grund av ekonomiska problem samt konflikter med ärkestiftet kring vem som skulle betala för renoveringen av Saint-Serges lokaler. 2017 flyttade institutet in i Faculté de théologie protestantes lokaler på Boulevard Arago, och kunde åter ta emot studenter. Där fanns man ännu våren 2020 kvar.
Bland Saint-Serges alumner finns exempelvis patriarken Ignatius IV av Antiocha, den tidigare omnämnde Job Getcha och Emmanuel Adamakis (fr), Konstantinopels patriarkats biskop i Frankrike.